# Canton de Soisy-sous-Montmorency
Le canton de Soisy-sous-Montmorency est une ancienne division administrative française, située dans le département du Val-d'Oise et la région Île-de-France.

## Composition
Le canton de Soisy-sous-Montmorency comprenait trois communes jusqu'en mars 2015 :
| Nom                                | Code Insee | Intercommunalité | Superficie (km2) | Population (dernière pop. légale) | Densité (hab./km2) |
| ---------------------------------- | ---------- | ---------------- | ---------------- | --------------------------------- | ------------------ |
| Soisy-sous-Montmorency (chef-lieu) | 95598      | CA Plaine Vallée | 3,98             | 18 092 (2014)                     | 4 546              |
| Andilly                            | 95014      | CA Plaine Vallée | 2,70             | 2 539 (2014)                      | 940                |
| Margency                           | 95369      | CA Plaine Vallée | 0,72             | 2 914 (2014)                      | 4 047              |

## Administration
| Période | Période | Identité            | Étiquette    | Qualité |
| ------- | ------- | ------------------- | ------------ | --- |
| 1967    | 1970    | Philippe Ferreboeuf | DVD          | Général Maire de Soisy-sous-Montmorency (1959-1969) Conseiller général du canton de Montmorency (1964-1967) |
| 1970    | 1976    | Bernard Leclerc     | UDR          | Maire de Margency                                                                                           |
| 1976    | 2001    | Roger Faugeron      | DVD          | Maire de Soisy-sous-Montmorency (1971-1995)                                                                 |
| 2001    | 2015    | Luc Stréhaiano      | RPR puis UMP | Ingénieur Maire de Soisy-sous-Montmorency depuis 1995                                                       |

## Démographie
| 1968   | 1975   | 1982   | 1990   | 1999   | 2006   | 2011   | 2012   |
| ------ | ------ | ------ | ------ | ------ | ------ | ------ | ------ |
| 16 931 | 19 380 | 19 934 | 21 458 | 21 402 | 22 709 | 22 923 | 22 957 |